# مارکو دآرژنیو
مارکو دآرژنیو (انگلیسی: Marco D'Argenio؛ زادهٔ ۳۰ ژوئن ۱۹۸۴) بازیکن فوتبال اهل ایتالیا است.
از باشگاه‌هایی که در آن بازی کرده‌است می‌توان به باشگاه فوتبال بوتو پلوودیو اشاره کرد.